# Regione di Louga
La regione di Louga è una regione amministrativa del Senegal, con capoluogo Louga.
Si estende su un'ampia porzione di territorio nella sezione centro-settentrionale del Senegal, in una zona prevalentemente coperta da una savana arida. Confina a nord con la regione di Saint-Louis, a est con la regione di Matam, a sud con le regioni di Kaffrine, Diourbel e Thiès; si affaccia ad ovest sull'oceano Atlantico.
La regione è divisa in: 3 dipartimenti (elencati), a loro volta suddivisi in 11 arrondissement; i centri urbani con status di comune sono 4.
- Kébémer
- Linguère
- Louga